# 麗鿳
麗鿳（學名：Kyphosus elegans）又稱麗舵魚，為輻鰭魚綱日鱸目鿳科鿳屬的其中一種，傳統上屬於鱸形目。

## 分布
本魚分布於東太平洋區，從加利福尼亞灣至秘魯海域，棲息深度1-40公尺。

## 特徵
本魚身體呈橢圓形而側扁，頭部和嘴小，背鰭軟條13枚，側線鱗59-61枚，體暗灰色，側面具條紋，有時有白色斑點，體長可達53公分。

## 習性
本魚棲息在沿岸海域，以藻類、無脊椎動物為食。

## 經濟利用
本魚可作為食用魚。